# Antona intensa
Antona intensa là một loài bướm đêm thuộc phân họ Arctiinae, họ Erebidae.